# Sogecuatro
Sogecuatro, cuya razón social era Sociedad General de Televisión Cuatro, S.A.U., fue una compañía de medios de comunicación en España, la cual operaba el canal de televisión Cuatro. Además, contaba con Canal+ 2, CNN+ y Canal Club en su espacio para canales TDT. Esta sociedad operaba como subsidiaria de Sogecable (posteriormente, Prisa TV), formando parte de Grupo Prisa, un conglomerado español de medios de comunicación.
El 28 de mayo de 2010, el Consejo de Ministros autorizó la transferencia de la licencia de emisión de Sogecable a Sogecuatro.
Por otro lado, el 28 de diciembre de 2010, se produjo la fusión con Gestevisión Telecinco cuando Prisa TV vendió Sogecuatro a esta última por 485 millones de euros y el 17,3% de la empresa resultante (Mediaset España).